# Freadelpha murrayi
Freadelpha murrayi là một loài bọ cánh cứng trong họ Cerambycidae.